# Lexington Band
Lexington Band je pop grupa iz Beograda, osnovana 2004. godine.
Svoj prvi album „Kako je tako je” objavili su 2010. godine u suradnji s diskografskom kućom City Records. Pjevač grupe Lexington je Bojan Vasković.
Ime je odabrano nakon nastupa u klubu Lexington. Sviraju srpski mainstream pop u novom stilu, s utjecajima folka i malo rocka. 
Jedan su od najpopularnijih pop bendova u Srbiji i šire. Dana 17. lipnja 2017. održali su koncert na stadionu Tašmajdan pred 13 000 ljudi.
Nastupili su u Areni Zagreb 22. veljače 2025. Gosti su bili Natalie Balmix i Željko Samardžić.

## Diskografija

### Studijski albumi
- „Kako je, tako je” (2010.)
- „Ma sretno” (2012.)
- „Balkanska pravila” (2014.)
- „Noć pod zvijezdama” (2017.)
- „Lavovi” (2024.)